# Arkadiusz Pawełczyk
Arkadiusz Pawełczyk (ur. 1959) – nadinspektor Policji (od 2007), w latach 2007–2009 I Zastępca Komendanta Głównego Policji.
Jest mgr inż. Akademii Górniczo-Hutniczej w Krakowie oraz Łódzkiego Ośrodka Doskonalenia Kadr Kierowniczych. Podczas studiów w Krakowie pracował w studenckim radiu.
W Policji/Milicji od 1987 roku. Służbę rozpoczął w Piotrkowie Trybunalskim w sekcji do walki z przestępczością gospodarczą, przechodząc poprzez kolejne szczeble kariery zawodowej w pionach kryminalnym i prewencyjnym. Następnie pełnił tam funkcję komendanta miejskiego. Awansował do stopnia zastępcy Komendanta Wojewódzkiej Policji w Łodzi, w latach 2003–2006 pełnił funkcję Komendanta Wojewódzkiego Policji w Kielcach, od 2006 w Radomiu, a od 8 stycznia do 20 sierpnia 2007 roku taką samą funkcję w Katowicach. 21 sierpnia 2007 roku objął stanowisko I Zastępcy Komendanta Głównego Policji. 8 listopada 2007 został mianowany na stopień nadinspektora Policji. W sierpniu 2009 roku podał się do dymisji. W 2011 był kandydatem Polskiego Stronnictwa Ludowego do Senatu w okręgu nr 28 (zajął ostatnie, piąte miejsce).

## Odznaczenia
- Złoty Krzyż Zasługi (2007)[4]
- Srebrny Krzyż Zasługi (2000)[5]
- Honorowa Odznaka Zasługi im. mjr. Jana Piwnika „Ponurego” (2006).